# دير الزجاج
دير الزجاج أو دير طوهانادون أو دير طون باتارون أو دير الآباء أو دير الغار، هو دير قبطي أرثوذكسي مندثر غير موجود الآن، اُسس في أواخر القرن الثالث الميلادي في أبو صير بمحافظة الإسكندرية في مصر.